# Die Gattung Alstroemeria in Chile
Die Gattung Alstroemeria in Chile (abreviado Gatt. Alstr. Chile) es un libro con ilustraciones y descripciones botánicas que fue escrito por la botánica y exploradora alemana Ehrentraut Bayer. Fue publicado en Múnich en el año 1986.